# Eerste klasse 2019-20 (basketbal België)
De EuroMillions Basketball League 2019/20 was het 73e seizoen van de hoogste basketbalklasse in België. De competitie werd vroegtijdig stilgelegd in maart door het uitbreken van de coronacrisis. BC Oostende werd daarom uitgeroepen tot landskampioen en won zo zijn 21e titel.

## Competitieformat
Voor het reguliere seizoen worden de teams verdeeld in twee groepen van vijf teams volgens hun positie in het vorige seizoen. Teams die op de plaatsen 1, 3, 5, 7 en 9 stonden, komen in groep A terwijl de rest in groep B zal uitkomen.
Eerst zullen alle teams een keer thuis en uit tegen de tegenstanders in hun groep spelen. En in de tweede ronde speelt elk team thuis en uit tegen elkaar. Hierna zullen de beste acht ploegen uitkomen in de play-offs. De wedstrijden zijn best-of-three en de finale best-of-five.

## Teams
| Club                 | Coach                 | Stad      | Hal                              | Capaciteit |
| -------------------- | --------------------- | --------- | -------------------------------- | ---------- |
| Basic-Fit Brussels   | Laurent Monier (a.i.) | Brussel   | Sportcomplex Neder-Over-Heembeek | 1.200      |
| Limburg United       | Brian Lynch           | Hasselt   | Sporthal Alverberg               | 1.730      |
| Belfius Mons-Hainaut | Vedran Bosnić         | Bergen    | Mons.Arena                       | 4.000      |
| Kangoeroes Mechelen  | Paul Vervaeck         | Mechelen  | Sporthal Winketkaai              | 1.000      |
| Liège Basket         | Sacha Massot          | Luik      | Country Hall Ethias              | 5.000      |
| Okapi Aalst          | Yves Defraigne        | Aalst     | Okapi Forum                      | 2.800      |
| Antwerp Giants       | Christophe Beghin     | Antwerpen | Lotto Arena                      | 5.218      |
| Spirou Charleroi     | Sam Rotsaert (a.i.)   | Charleroi | Spiroudome                       | 6.200      |
| Leuven Bears         | Eddy Casteels         | Leuven    | Sportoase Arena                  | 3.400      |
| BC Oostende          | Dario Gjergja         | Oostende  | Versluys Dôme                    | 5.000      |

## Trainerswissels
| Trainer            | Datum                        | Club                 | Reden voor ontslag of vertrek | Positie | Opvolger              | Datum aankondiging opvolger |
| ------------------ | ---------------------------- | -------------------- | ----------------------------- | ------- | --------------------- | --------------------------- |
| Tony Van den Bosch | Voor aanvang seizoen 2019/20 | Okapi Aalst          | Onderling overleg             | -       | Trevor Huffman        | 9 juni 2019                 |
| Daniel Goethals    | Voor aanvang seizoen 2019/20 | Belfius Mons-Hainaut | Onderling overleg             | -       | Vedran Bosnic         | 11 juni 2019                |
| Roel Moors         | Voor aanvang seizoen 2019/20 | Antwerp Giants       | Vertrek naar Brose Bamberg    | -       | Christophe Beghin     | 17 juni 2019                |
| Pascal Angillis    | 26 oktober 2019              | Spirou Charleroi     | Famiale redenen               | ?       | Sam Rotsaert (a.i.)   | 26 oktober 2019             |
| Trevor Huffman     | 18 januari 2020              | Okapi Aalst          | Onderling overleg             | 7e      | Yves Defraigne        | 18 januari 2020             |
| Serge Crèvecoeur   | 17 februari 2020             | Basic-Fit Brussels   | Onderling overleg             | 9e      | Laurent Monier (a.i.) | 17 februari 2020            |

## Eindstand

### Eerste ronde
Poule A Fase 1
| Pos | Ploeg                | Wed | W | V | Ptn |
| --- | -------------------- | --- | - | - | --- |
| 1.  | Belfius Mons-Hainaut | 8   | 6 | 2 | 14  |
| 2.  | Antwerp Giants       | 8   | 5 | 3 | 13  |
| 3.  | Okapi Aalst          | 8   | 4 | 4 | 12  |
| 4.  | Leuven Bears         | 8   | 3 | 5 | 11  |
| 5.  | Spirou Charleroi     | 8   | 2 | 6 | 10  |

Poule B Fase 1
| Pos | Ploeg               | Wed | W | V | Ptn |
| --- | ------------------- | --- | - | - | --- |
| 1   | Filou BC Oostende   | 8   | 7 | 1 | 15  |
| 2   | Hubo Limburg United | 8   | 7 | 1 | 15  |
| 3   | Phoenix Brussels    | 8   | 3 | 5 | 11  |
| 4   | Kangoeroes Mechelen | 8   | 3 | 5 | 11  |
| 5   | VOO Liège Basket    | 8   | 0 | 8 | 8   |

### Tweede ronde
| Pos | Ploeg                      | Wed | W  | V  | PV   | PT   | Ptn |
| --- | -------------------------- | --- | -- | -- | ---- | ---- | --- |
| 1   | Filou Oostende             | 17  | 13 | 4  | 1456 | 1216 | 30  |
| 2   | Belfius Mons-Hainaut       | 17  | 12 | 5  | 1265 | 1222 | 29  |
| 3   | Telenet Giants Antwerp     | 17  | 11 | 6  | 1410 | 1271 | 28  |
| 4   | Hubo Limburg United        | 17  | 10 | 7  | 1391 | 1321 | 27  |
| 5   | Spirou Charleroi           | 17  | 9  | 8  | 1382 | 1380 | 26  |
| 6   | Stella Artois Leuven Bears | 17  | 8  | 9  | 1334 | 1363 | 25  |
| 7   | Kangoeroes Mechelen        | 17  | 8  | 9  | 1231 | 1241 | 25  |
| 8   | Crelan Okapi Aalstar       | 17  | 7  | 10 | 1247 | 1238 | 24  |
| 9   | Phoenix Brussels           | 17  | 6  | 11 | 1299 | 1278 | 23  |
| 10  | VOO Liège Basket           | 17  | 1  | 16 | 1071 | 1556 | 18  |

### Play-offs
De play-offs stonden gepland om gespeeld te worden in best-of-three format en de finale in best-of-five. Maar door de covidcrisis gingen deze niet door en BC Oostende werd voor een 21e keer landskampioen.

## Statistieken
| Rang | Speler             | Ploeg               | PPW  |
| ---- | ------------------ | ------------------- | ---- |
| 1.   | Hugh Robertson     | Leuven Bears        | 19,6 |
| 2.   | Anthony Bean       | Spirou Charleroi    | 18,3 |
| 3.   | Shavon Coleman     | Kangoeroes Mechelen | 16,5 |
| 4.   | Riley LaChance     | Okapi Aalst         | 16,4 |
| 5.   | Jared Wilson-Frame | Limburg United      | 16,2 |

| Rang | Speler          | Ploeg                | RPW |
| ---- | --------------- | -------------------- | --- |
| 1.   | Marin Marić     | Okapi Aalst          | 8,8 |
| 2.   | Lennard Freeman | Belfius Mons-Hainaut | 8,6 |
| 3.   | Shevon Thompson | BC Oostende          | 7,6 |
| 4.   | Shavon Coleman  | Kangoeroes Mechelen  | 7,1 |
| 5.   | Brandan Stith   | Leuven Bears         | 7,1 |

| Rang | Speler              | Ploeg               | APW |
| ---- | ------------------- | ------------------- | --- |
| 1.   | Luka Rupnik         | Antwerp Giants      | 6,0 |
| 2.   | Rayshawn Simmons    | Kangoeroes Mechelen | 5,4 |
| 3.   | Josh Heath          | Leuven Bears        | 4,9 |
| 4.   | Vladimir Mihailović | Okapi Aalst         | 4,7 |
| 5.   | Dusan Djordjevic    | BC Oostende         | 4,5 |

| Rang | Speler             | Ploeg                | BPW |
| ---- | ------------------ | -------------------- | --- |
| 1.   | Jito Kok           | Kangoeroes Mechelen  | 1,9 |
| 2.   | Josh Sharma        | Spirou Charleroi     | 1,1 |
| 3.   | Ibrahima Fall Faye | Antwerp Giants       | 1,1 |
| 4.   | Owen Klassen       | Antwerp Giants       | 0,9 |
| 5.   | Lennard Freeman    | Belfius Mons-Hainaut | 0,9 |

| Rang | Speler           | Ploeg               | SPW |
| ---- | ---------------- | ------------------- | --- |
| 1.   | Hugh Robertson   | Leuven Bears        | 2,2 |
| 2.   | Desonta Bradford | Phoenix Brussels    | 1,8 |
| 3.   | Brandan Stith    | Leuven Bears        | 1,8 |
| 4.   | Shavon Coleman   | Kangoeroes Mechelen | 1,6 |
| 5.   | Alexandre Libert | Spirou Charleroi    | 1,6 |

| Rang | Speler          | Ploeg                | I    |
| ---- | --------------- | -------------------- | ---- |
| 1.   | Hugh Robertson  | Leuven Bears         | 23,4 |
| 2.   | Marin Marić     | Okapi Aalst          | 20,8 |
| 3.   | Lennard Freeman | Belfius Mons-Hainaut | 18,8 |
| 4.   | Shevon Thompson | BC Oostende          | 18,1 |
| 5.   | Hans Vanwijn    | Antwerp Giants       | 18,0 |

## Prijzen
| Prijs                        | Persoon           | Ploeg           |
| ---------------------------- | ----------------- | --------------- |
| MVP of the Year              | Niet uitgereikt   | Niet uitgereikt |
| Ster van de coaches          | Hugh Robertson    | Leuven Bears    |
| Belgisch speler van het jaar | Hans Vanwijn      | Antwerp Giants  |
| Belofte van het jaar         | Seppe D’Espallier | Leuven Bears    |
| Coach van het jaar           | Niet uitgereikt   | Niet uitgereikt |

Antwerp Giants ·
Kangoeroes Basket Mechelen ·
Leuven Bears ·
Liège Basket ·
Limburg United ·
Okapi Aalstar ·
Oostende ·
Basic-Fit Brussels ·
Union Mons-Hainaut ·
Spirou Charleroi
1928 · 1929 · 1930 · 1931 · 1932 · 1933 · 1934 · 1935 · 1936 · 1937 · 1938 · 1939 · 1940 · 1941 · 1942 · 1943 · 1944 · 1945 · 1946 · 1947 · 1948 · 1949 · 1950 · 1951 · 1952 · 1953 · 1954 · 1955 · 1956 · 1957 · 1958 · 1959 · 1960 · 1961 · 1962 · 1963 · 1964 · 1965 · 1966 · 1967 · 1968 · 1969 · 1970 · 1971 · 1972 · 1973 · 1974 · 1975 · 1976 · 1977 · 1978 · 1979 · 1980 · 1981 · 1982 · 1983 · 1984 · 1985 · 1986 · 1987 · 1988 · 1989 · 1990 · 1991 · 1992 · 1993 · 1994 · 1995 · 1996 · 1997 · 1998 · 1999 · 2000 · 2001 · 2002 · 2003 · 2004 · 2005 · 2006 · 2007 · 2008 · 2009 · 2010 · 2011 · 2012 · 2013 · 2014 · 2015 · 2016 · 2017 · 2018 · 2019 · 2020 · 2021